# カートリー・ビール

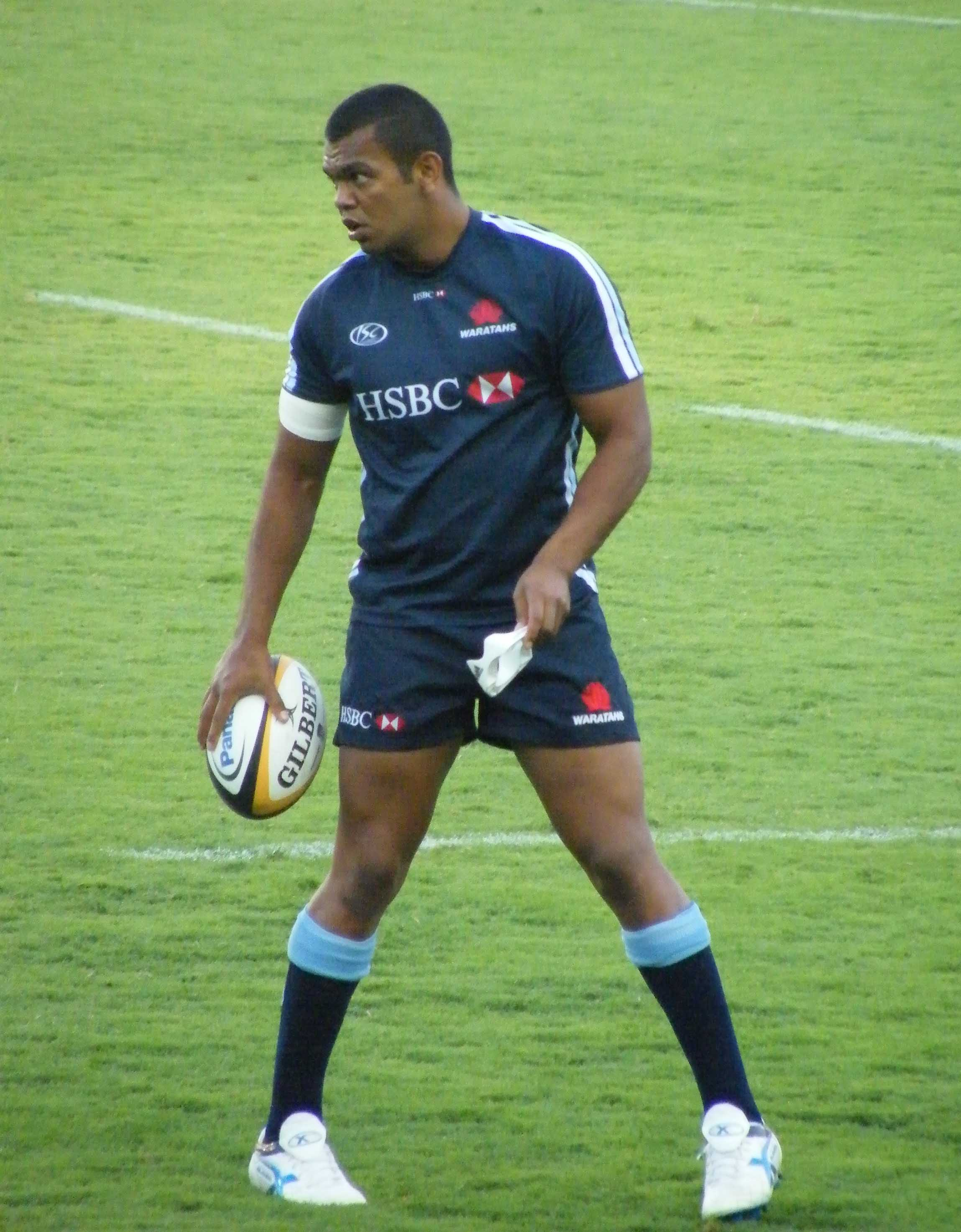
カートリー・ビール

カートリー・ビール（Kurtley James Beale 1989年1月6日 - ）は、オーストラリア出身のラグビーユニオン選手。ポジションはセンター、フライハーフ、フルバック。

## 人物
- 1989年1月9日、シドニー郊外のブラックタウンで生まれる。
- 身長184cm、体重90kg。
- 愛称は「Curly Bill」。
- アボリジニの血を引いている。

## キャリア
セント・ジョセフス・カレッジ卒業、カレッジ在学時の2004年～2006年の3年連続、ラグビーオーストラリア高校代表(School Boys)に選出、2006年の高校代表ではキャプテン就任。
スーパー12(現スーパーラグビー)のワラターズに15歳からトレーニングセッションに参加。そして17歳の若さでワラビーズのトレーニングキャンプに招集される。
2007年、スーパー14のワラターズのトライアル、ブランビーズ戦に出場、シニアチームに昇格する。同年、オーストラリアＡ代表に選出され、パシフィック・ネイションズカップに出場する。同年開催のラグビーワールドカップフランス大会の代表スコッドには惜しくも落選。
2007年、ビールの所属するウェスタンシドニー・ラムズ(Western Sydney Rams)は、オーストラリア・ラグビー・チャンピオンシップ(Australian Rugby Championship)に出場、チームは準決勝敗退、ビールは同大会で最多トライ、トライアシストを記録、2007 ARC player of the tournamentを受賞（この大会は2007年の1回で終了)。
2009年、20歳以下代表に選出、同年ワラビーズに初選出、ウェールズ戦で代表デビュー。2010年、フィジー戦の2トライにはじまり、年間(12テストマッチ)歴代最多7トライを記録。
2011年、レベルズに移籍。
2013年、レベルズを退団してワラターズに復帰。
2016年、イングランド1部プレミアシップのワスプスに加入。2018年、ワラターズに復帰。
2020年、トップ14のラシン92に加入。
2023年シーズンからワラターズに復帰。
2024年、フォースに加入。

## リンク
- Kurtley Beale | Player Profile | Western Force
- カートリー・ビール (@kurtley_beale) - X（旧Twitter）
- カートリー・ビール (@kurtley_beale) - Instagram
- Waratahs Profile
- Wallabies Profile